# 林曦
林曦，網名林糊糊，水墨画家，重庆人，獲北京中央美术学院硕士学位。曾于法国、印度、澳门、香港、泰国、尼泊尔、新加坡等地举办个人画展。出版有个人书画集、音乐专辑等。創辦有「暄桐教室」、設計品牌「山林曦照」。

## 外部連結
- 林曦水墨
- 林糊糊的微博
- 林糊糊的學堂